# Octopus tetricus
Espèce
Synonymes
- Octopus (Octopus) gibbsi O'Shea, 1999[1]
- Octopus (Octopus) tetricus Gould, 1852[1]
- Octopus boscii Gray, 1849[1]
- Octopus gibbsi O'Shea, 1999[2]

Statut de conservation UICN

 LC  : Préoccupation mineure
Octopus tetricus est une espèce d'octopodes de la famille des Octopodidae.
Comme d'autres espèces de pieuvre cette espèce chasse la nuit (homards, crabes...) et elle fuit la lumière le jour et se retire dans des anfractuosité. Dans les récifs rocheux australiens on a montré qu'elle peut aménager sa tanière en la recouvrant avec des roches. 

## Habitat et répartition
Cette espèce est présente dans les eaux de l'est de l'océan Indien, à l'ouest de l'océan Pacifique et au large de la Nouvelle-Zélande.

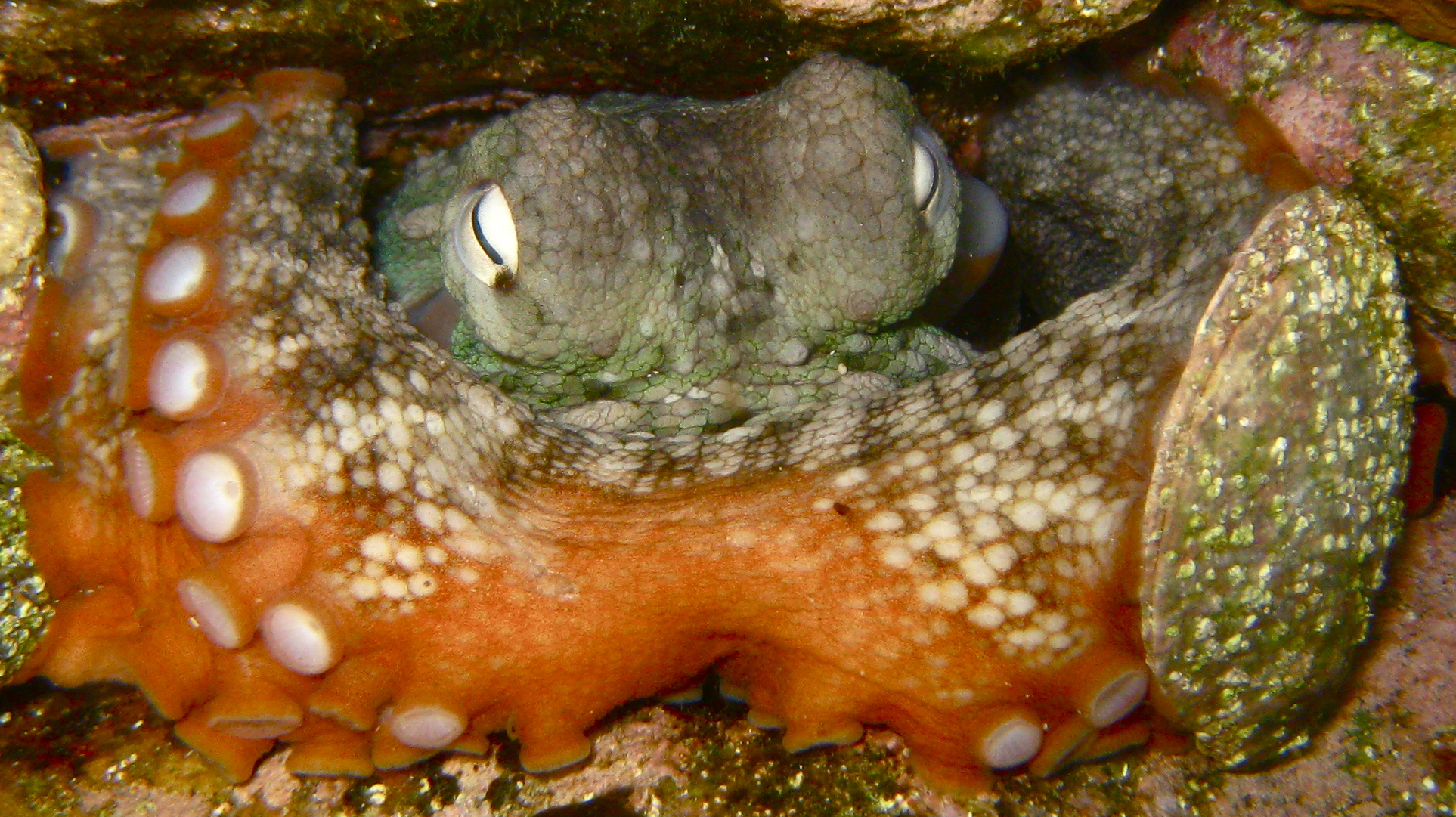

## Éthologie, cas de comportements sociaux élaborés
En 2012, à partir d'une population étudiée dans la baie de Jervis en Australie, des biologistes marins ont découvert que cette espèce est très sociale, et qu'elle pourrait être dans une certaine mesure une espèce-ingénieur en aménageant son environnement. Ils ont trouvé jusqu'à 16 pieuvres sombres dans les trous de roches entourés d'un amas coquiller (qu'ils ont baptisées Octopolis). Ces animaux étaient actifs durant la journée, s'accouplant et se battant.
En 2017, une seconde étude décrit une autre groupe social trouvé à quelques centaines de mètres du premier dans une sorte de petit village subaquatique que les chercheurs ont baptisé Octlantis ; là 23 "habitations" sont regroupés dans trois petites zones rocheuses, toutes également entourées de monticules de coquilles qui semblent avoir été accumulées là par les pieuvres. Une caméra sous-marine les a filmées durant 8 jours, montrant jusqu'à 15 pieuvres souvent en interaction avec d'autres ; s'accouplant ou semblant se disputer, se signalant, défendant des compagnons, cherchant à évincer des pieuvres de certaines tanières et tendant de susciter l'exclusion de certains individus du site… en oubliant même de se cacher de prédateurs comme un requin de passage. Les auteurs se demandent si cette promiscuité présente des avantages ou des inconvénients, et si oui lesquels.